# 寺山修司短歌賞
寺山修司短歌賞（てらやましゅうじたんかしょう）は中堅男性歌人の優れた歌集を対象にした賞。寺山修司が18歳のときに第2回「短歌研究」五十首詠で1位を受賞するなど、最初に評価されたジャンルが短歌だったことから、1995年に寺山の十三回忌を記念して設立された（第1回の授与は翌年から）。主催は砂子屋書房。前年一年間に刊行された歌集の中から選出される。同じく中堅の女性歌人の歌集を対象にした河野愛子賞（現在は葛原妙子賞）と一対をなす格好となっている。両賞の選考会および授賞式は同時に開催される。選考委員は2013年度から篠弘、佐佐木幸綱、小池光、花山多佳子の4名。受賞者には賞状と副賞30万円が授与される。2016年に終了。

## 受賞作一覧
- 第1回（1996年） 小池光 『草の庭』（砂子屋書房）
- 第2回（1997年） 永田和宏 『華氏』 （雁書館）
- 第3回（1998年） 三枝昂之 『甲州百目』 （砂子屋書房）
- 第4回（1999年） 加藤治郎 『昏睡のパラダイス』（砂子屋書房）
- 第5回（2000年） 坂井修一 『ジャックの種子』（短歌新聞社）
- 第6回（2001年） 山田富士郎 『羚羊譚』（雁書館）
- 第7回（2002年） 島田修三 『シジフォスの朝』（砂子屋書房）
- 第8回（2003年） 大辻隆弘 『デプス』（砂子屋書房）、渡辺松男『歩く仏像』（雁書館）
- 第9回（2004年） 内藤明 『斧と勾玉』（砂子屋書房）
- 第10回（2005年） 伊藤一彦 『新月の蜜』（雁書館）
- 第11回（2006年） 吉川宏志 『海雨』（砂子屋書房）
- 第12回（2007年） 谷岡亜紀 『闇市』（雁書館）
- 第13回（2008年） 本多稜 『游子』（六花書林）
- 第14回（2009年） 大下一真 『即今』（角川書店）
- 第15回（2010年） 真中朋久 『重力』（青磁社）
- 第16回（2011年） 本田一弘 『眉月集』（青磁社）
- 第17回（2012年） 田中拓也 『雲鳥』（ながらみ書房）
- 第18回（2013年） 高島裕 『饕餮の家』（TOY）
- 第19回（2014年） 藤島秀憲 『すずめ』（短歌研究社）
- 第20回（2015年） 小高賢 『秋の茱萸坂』[1]（砂子屋書房）
- 第21回（2016年） 島田幸典 『駅程』（砂子屋書房）